# Buchsee (Bezirk Kufstein)
Der Buchsee ist ein See im Tiroler Bezirk Kufstein nördlich der Gemeinde Kramsach.

## Lage
Er liegt am Fuße des Voldöppbergs neben dem Krummsee und wird von diesem gespeist. Er ist 450 Meter lang und misst an der breitesten Stelle 100 Meter. Früher diente er als Badesee, wird aber heute kaum noch als solcher genutzt. Lediglich im Winter ist er bei Eisläufern und Stockschützen beliebt.
Der Überlauf des Sees befindet sich im Westen und von dort fließt das Seebachl westwärts und mündet in die Brandenberger Ache.

## Beschaffenheit
1923 wurde der von Wiesen und Wald umgebene See als ein 550 Meter über dem Meeresspiegel liegendes, maximal einen Meter tiefes Gewässer mit schlammigem Boden sowie starkem Schilf- und Seerosenbewuchs beschrieben. Auch wegen seines Seerosenbestands steht er unter strengem Naturschutz.